# Erophylla
Erophylla (Miller, 1906) è un genere di pipistrelli della famiglia dei Fillostomidi.

## Descrizione

### Dimensioni
Al genere Erophylla appartengono pipistrelli di piccole dimensioni, con lunghezza della testa e del corpo tra 65 e 75 mm, la lunghezza dell'avambraccio tra 42 e 51 mm e la lunghezza della coda tra 12 e 17 mm e un peso fino a 21 g.

### Caratteristiche craniche e dentarie
Il cranio ha il rostro lungo e la scatola cranica relativamente bassa. Le arcate zigomatiche sono incomplete. I molari inferiori sono distintamente forniti di cuspidi e con i bordi taglienti. Gli incisivi superiori sono piccoli e disposti in una fila continua, separati dai canini da un ampio spazio. 
Sono caratterizzati dalla seguente formula dentaria:

### Aspetto
Le parti dorsali variano dal marrone scuro al giallo-brunastro chiaro, mentre quelle ventrali sono più chiare. Il muso è lungo e la lingua è estensibile e fornita di papille setolose all'estremità. La foglia nasale è troncata all'estremità oppure biforcuta, mentre le orecchie sono separate e larghe. La coda si estende oltre l'uropatagio, il quale è ridotto ad una sottile membrana lungo la parte interna degli arti inferiori. Il calcar è corto.

## Distribuzione
Il genere è diffuso nei Caraibi.

## Tassonomia
Il genere comprende 2 specie.
- Erophylla bombifrons
- Erophylla sezekorni